# Matt Barr
Matthew Jerome Barr (Allen, 14 febbraio 1984) è un attore statunitense.

## Biografia
Matthew Jerome Barr nasce ad Allen in Texas. Già attivo nel programma teatrale della Allen High School, ottiene ruoli da protagonista in molte produzioni teatrali e musical nella sua scuola, per esempio il ruolo di Tommy in The Music Man di Meredith Wilson. Recita nel film Levelland durante l'ultimo anno scolastico.
Recita in alcune serie televisive come E.R. - Medici in prima linea, Bones e The O.C. Viene spesso ricordato per il ruolo di Ian Banks, stalker di Peyton Sawyer, interpretata da Hilarie Burton, nella serie televisiva One Tree Hill.
Ha interpretato David "Puck" Rainey in Pedro, film biografico di Nick Oceano sulla vita di Pedro Zamora. Nel 2010 è entrato nel cast della serie televisiva della CW Hellcats nel ruolo di Dan, accanto alla celebre cantante e attrice Ashley Tisdale.

## Filmografia

### Cinema
- Levelland, regia di Clark Walker (2003)
- American Pie Presents: Band Camp, regia di Steve Rash (2005)
- Ten Inch Hero, regia di David Mackay (2007)
- Protecting the King, regia di D. Edward Stanley (2007)
- Open Your Eyes, regia di Mike Capozzi - cortometraggio (2008)
- La coniglietta di casa (The House Bunny), regia di Fred Wolf (2008)
- Pedro, regia di Nick Oceano (2008)
- Parkland, regia di Peter Landesman (2013)
- Un uragano all'improvviso (The Layover), regia di William H. Macy (2017)

### Televisione
- E.R. - Medici in prima linea (ER) – serie TV, episodio 10x14 (2004)
- CSI: Miami – serie TV, episodio 2x21 (2004)
- Medium – serie TV, episodio 1x01 (2005)
- American Dreams – serie TV, episodio 3x15 (2005)
- Over There – serie TV, episodio 1x01 (2005)
- Head Cases – serie TV, episodio 1x03 (2005)
- Una donna alla Casa Bianca (Commander in Chief) – serie TV, 5 episodi (2005)
- Bones – serie TV, episodio 1x13 (2006)
- The O.C. – serie TV, episodio 3x22 (2006)
- Jesse Stone: Death in Paradise, regia di Robert Harmon – film TV (2006)
- CSI: NY – serie TV, episodio 3x15 (2007)
- One Tree Hill – serie TV, 7 episodi (2006-2007)
- Swingtown – serie TV, episodio 1x12 (2008)
- Sex Ed – serie TV (2009)
- Gossip Girl – serie TV, episodio 2x24 (2009)
- Harper's Island – serie TV, 13 episodi (2009)
- Castle – serie TV, episodio 2x03 (2009)
- The Big Bang Theory – serie TV, episodio 3x05 (2009) - non accreditato
- Trauma – serie TV, episodi 1x08-1x09 (2009)
- Friday Night Lights – serie TV, episodi 4x09-4x10 (2010)
- CSI - Scena del crimine (CSI: Crime Scene Investigation) – serie TV, episodio 10x16 (2010)
- Hellcats – serie TV, 22 episodi (2010-2011)
- Hatfields & McCoys, regia di Kevin Reynolds – miniserie TV (2012)
- Sleepy Hollow – serie TV (2014-2015)
- The Interestings – film TV (2016)
- Valor – serie TV (2017-2018)
- Blood & Treasure – serie TV, (2019-2022)
- Walker – serie TV (2021)
- Walker: Independence – serie TV (2022-2023)

## Doppiatori italiani
Nelle versioni in italiano delle opere in cui ha recitato, Matt Barr è stato doppiato da:
- Mirko Mazzanti in American Dreams
- Fabrizio Manfredi in CSI: NY
- Andrea Mete in Castle
- Alessandro Rigotti in CSI - Scena del crimine
- Edoardo Stoppacciaro in Blood & Treasure
- Paolo Vivio in Walker
- Daniele Raffaeli in Walker: Independence